# ハンブルク市電
ハンブルク市電（ハンブルクしでん、ドイツ語: Straßenbahn Hamburg）は、かつてドイツの大都市・ハンブルクに存在した路面電車。19世紀に馬車鉄道として開通した後、1894年以降電化が行われ、最盛期にはハンブルクに大規模な路線網を有していたが、地下鉄（ハンブルク地下鉄）や路線バスへ置き換えられた結果1978年までに廃止された。末期は地下鉄とともにハンブルクの市営企業であるハンブルク高架鉄道（Hamburger Hochbahn AG、HHA）によって運営されていた。

## 歴史

### 馬車鉄道時代
19世紀中盤の1860年から1880年にかけて、産業革命の影響を受けて工業化が進んだハンブルクでは都市圏が急速に拡大したほか、人口も急増した。その中で課題になったのは、人々が移動するために用いる公共交通機関であった。この時点でハンブルクには1819年から運行を開始した乗合馬車が存在していたが、石畳敷きの道路を直接走るため乗り心地に難があったほか、走行時間も長かった。
同じ頃、イギリスやアメリカでは道路の上に軌道を敷きその上に車両を走らせる馬車鉄道が盛んに導入されていた。これを受け、デンマークの技術者であるA.F.モラー（A.F.Moller）は1861年にハンブルクに馬車鉄道を導入する申請を行った。当初市議会は難色を示し、1864年の可決まで3年を費やす事になったものの、その後モラーは馬車鉄道会社（Pferde-Eisenbahn Gesellschaft、PEG）を設立し、市内に軌道や施設の建設を実施した。そして1866年8月16日、同社が運行する最初の馬車鉄道路線が開通した。利便性や快適性に長けた馬車鉄道は人気を集め、以降乗合馬車を置き換える形で急速に路線網を広げた。使用された客車はドイツの企業が生産した定員56人の2階建て客車であった。

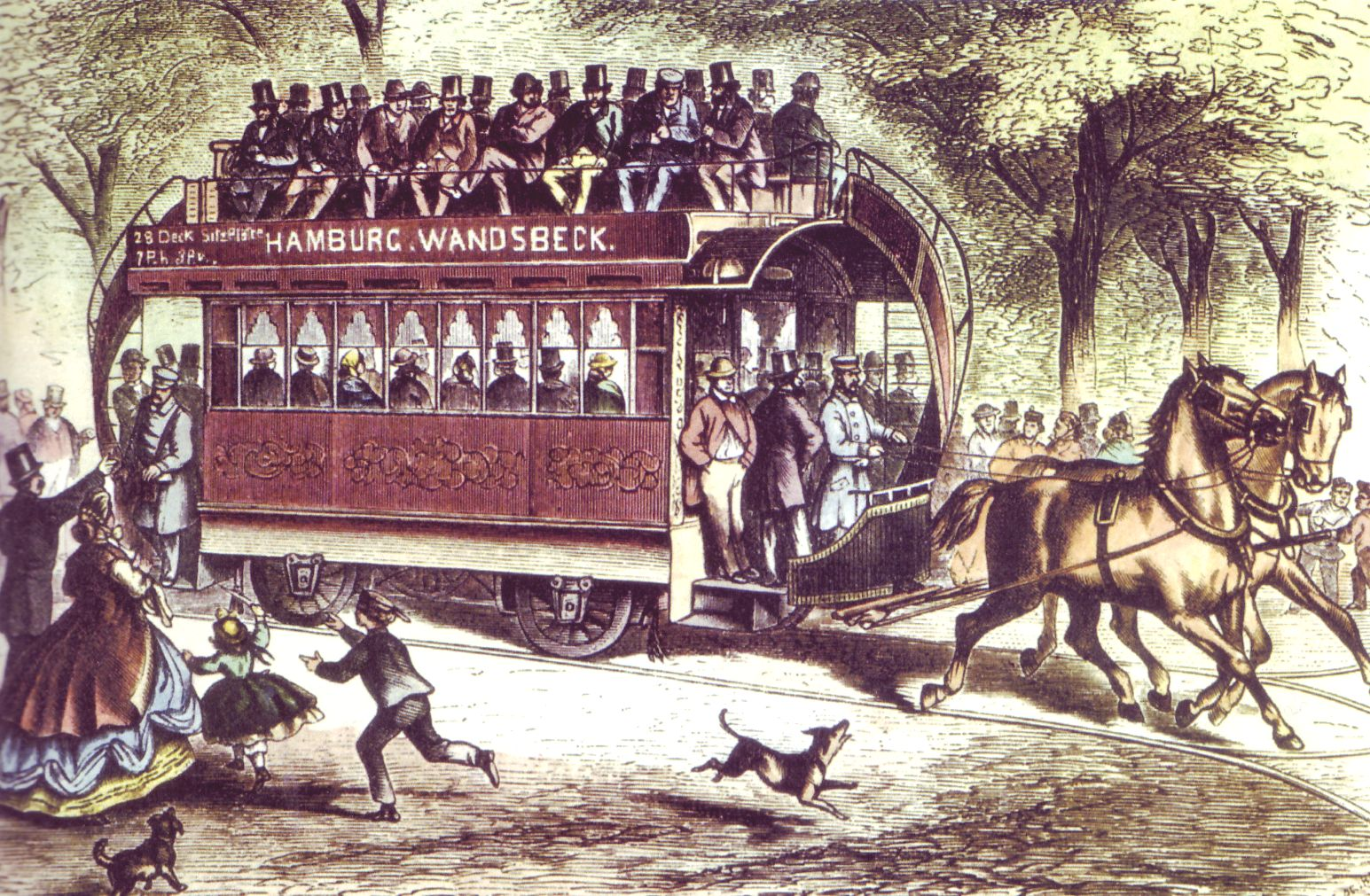
馬車鉄道会社の馬車鉄道を描いた絵葉書

一方、1878年には新たに設立されたハンブルク＝アルトナ馬車鉄道会社（Hamburg Altonaer Pferdebahn Gesellschaft、HAPf）が運営する馬車鉄道がハンブルク市内に開通した。この客車は車輪に内側のフランジが無く、障害物を回避するため車両を軌道から離す事も可能であった。続けて1880年には街道鉄道会社（Strassen Eisenbahn Gesellschaft、SEG）が設立され、市域拡大によってハンブルクに吸収された近隣の地域へ向けて路線網を広げていった。

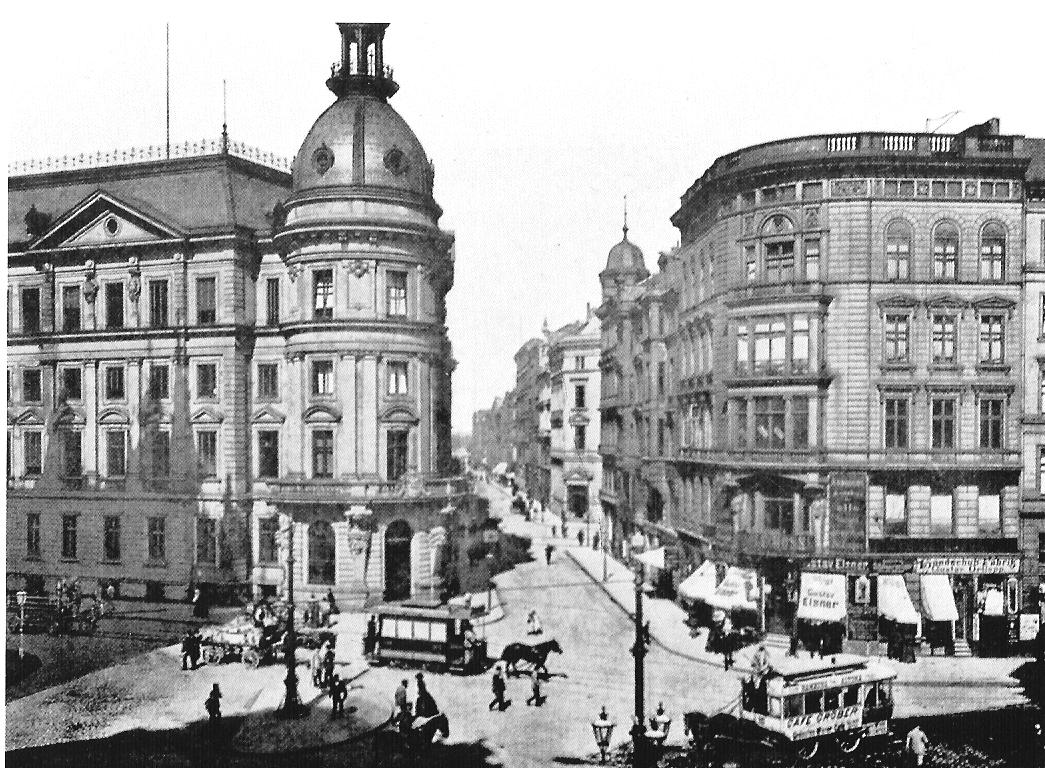
街道鉄道会社の馬車鉄道（1892年撮影）

一方、1882年にはハンブルクに隣接するアルトナ（現：ハンブルク市アルトナ区）にも馬車鉄道が開通した。当初この路線を運営していたのはイギリス資本のハンブルク＝アルトナ北西部街道鉄道会社（Hamburg-Altona North-Western-Tramway Co.、HANWTC）であったが、同社は早期に清算し、1892年に設立されたハンブルク＝アルトナ軌道会社（Hamburg-Altonaer Trambahn-Gesellschaft、HAT）へ受け継がれた。更に、1887年には大ハンブルク＝アルトナ軌道（Große Hamburg-Altonaer Straßenbahn、GrHAS）によってハンブルクとアルトナを結ぶ馬車鉄道が新たに開通した。
このように、19世紀後半のハンブルクや近隣地域では多数の馬車鉄道が開通したが、その結果事業者が乱立する状況となり、一部では過当な競争を始めとした経済的な問題も引き起こした。その事情もあり、馬車鉄道会社（PEG）は1882年に、大ハンブルク＝アルトナ軌道（GrHAS）は1891年に街道鉄道会社（SEG）へ吸収された。

### 路面電車の登場・発展
馬に代わる新たな軌道交通の動力への模索は既に1870年代から始まっており、街道鉄道会社へ吸収前の馬車鉄道会社は1878年5月からはラートハウスマルクト（Rathausmarkt） - ツォル（Zoll）間でスチームトラムを用いた列車を導入し、吸収合併後に後述の電化が行われた1897年まで使用された。また、街道鉄道会社は1885年に充電池を用いた電車の試験導入を行ったが、結果は芳しくなかった。

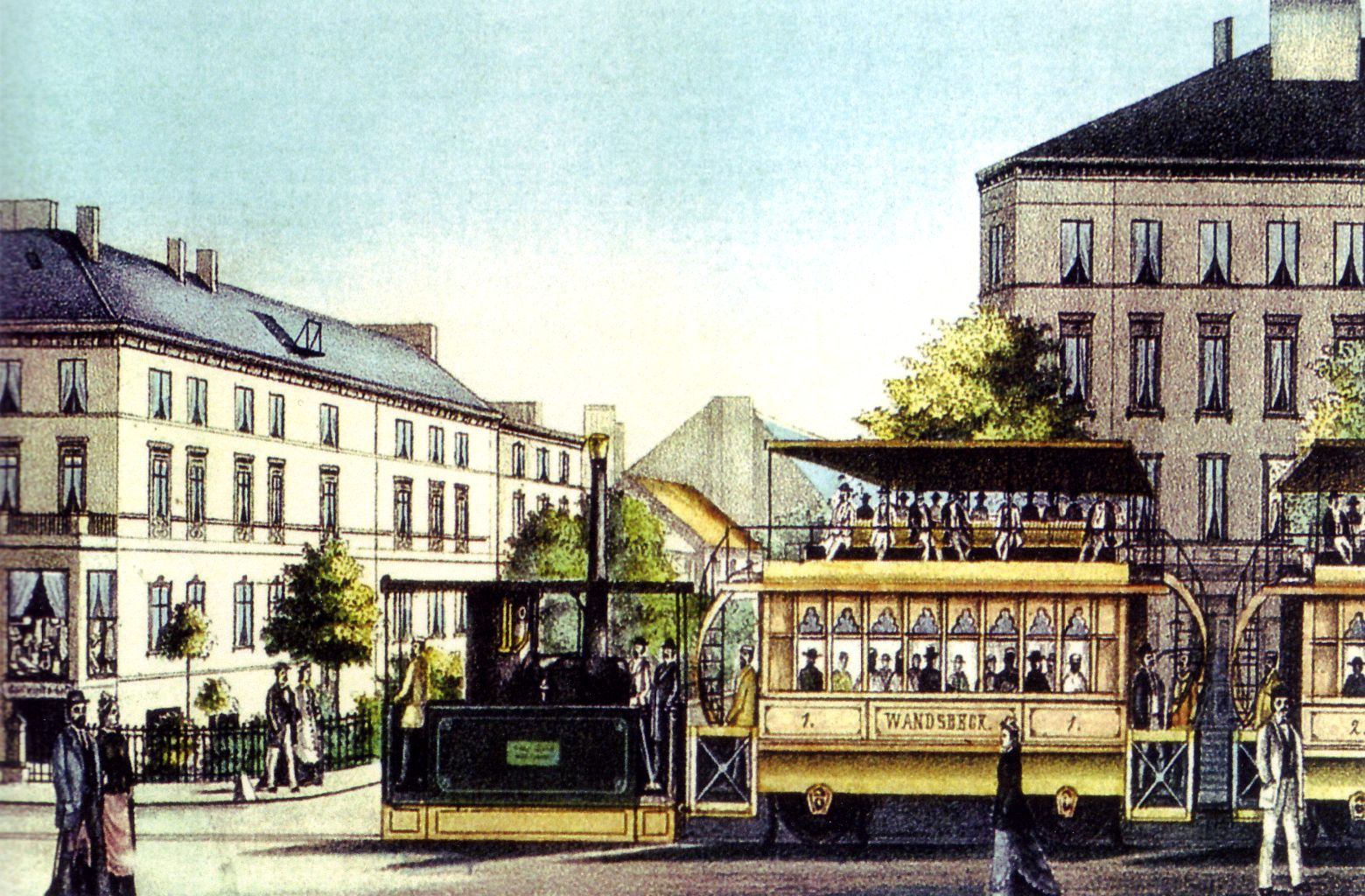
スチームトラムが牽引する客車列車の絵葉書

その頃、世界各地の都市へ導入されていたのは、架線から電力を供給する路面電車であった。最新鋭の技術に対する嫌悪感や景観を損ねる懸念などから反対意見もあったが、最終的に街道鉄道会社は馬車鉄道をこの構造を用いた電車方式に置き換える事を決定し、複数の企業による連合に建設を委託した。そして1894年3月5日、最初の路面電車路線が開通したのを皮切りに、街道鉄道会社は積極的に路線の電化を続け、1898年までにハンブルク市内中心部の路線の電化が完了した。
これを受け、同社と競合していたハンブルク＝アルトナ馬車鉄道会社（HAPf）も電化工事を行い、1896年から電車の運行を開始した。同社が運行する電車の黄色い屋根は「パゴダ」と呼ばれる独特の形をしており、黄色を主体とした塗装も相まってハンブルク市民からは「中華風鉄道（Chinesenbahn）」とも呼ばれた。また、これに合わせて同社は社名をハンブルク＝アルトナ中央鉄道（Hamburg-Altonaer Zentralbahn）に変更した。

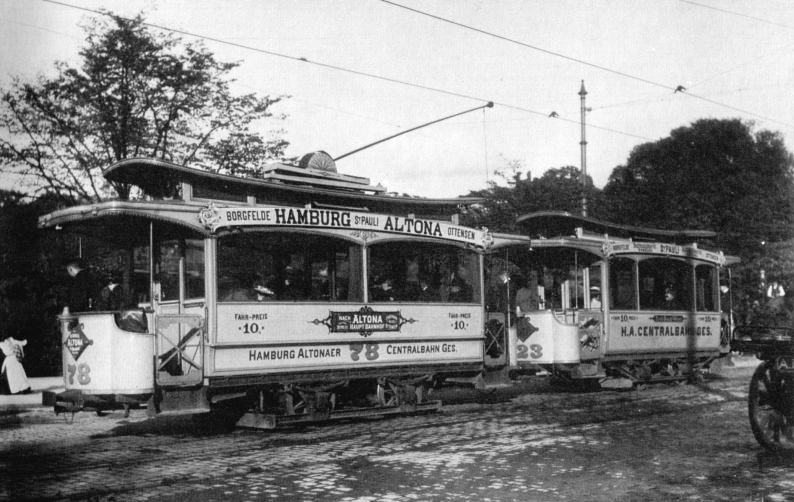
ハンブルク＝アルトナ中央鉄道の電車（1900年代撮影）

これらの事業者による路線の電化は急速に進められ、1898年の時点で20系統・総延長188 kmという当時のヨーロッパで最大級の路面電車網が築かれていた。また、路面電車は好評で利用客の増加が続き、街道鉄道会社は従来の2軸車よりも収容力に長けたボギー車の導入を1897年から開始した。更に1900年にはヨーロッパの路面電車で初めて、系統を番号（1号線、2号線など）で区別するようになった。そして、その後も路面電車網の拡大は続き、1914年時点で街道鉄道会社の路線だけで40系統（1 - 40号線）が運行していた。最後まで残されていた馬車鉄道は1922年に運行を終了した。

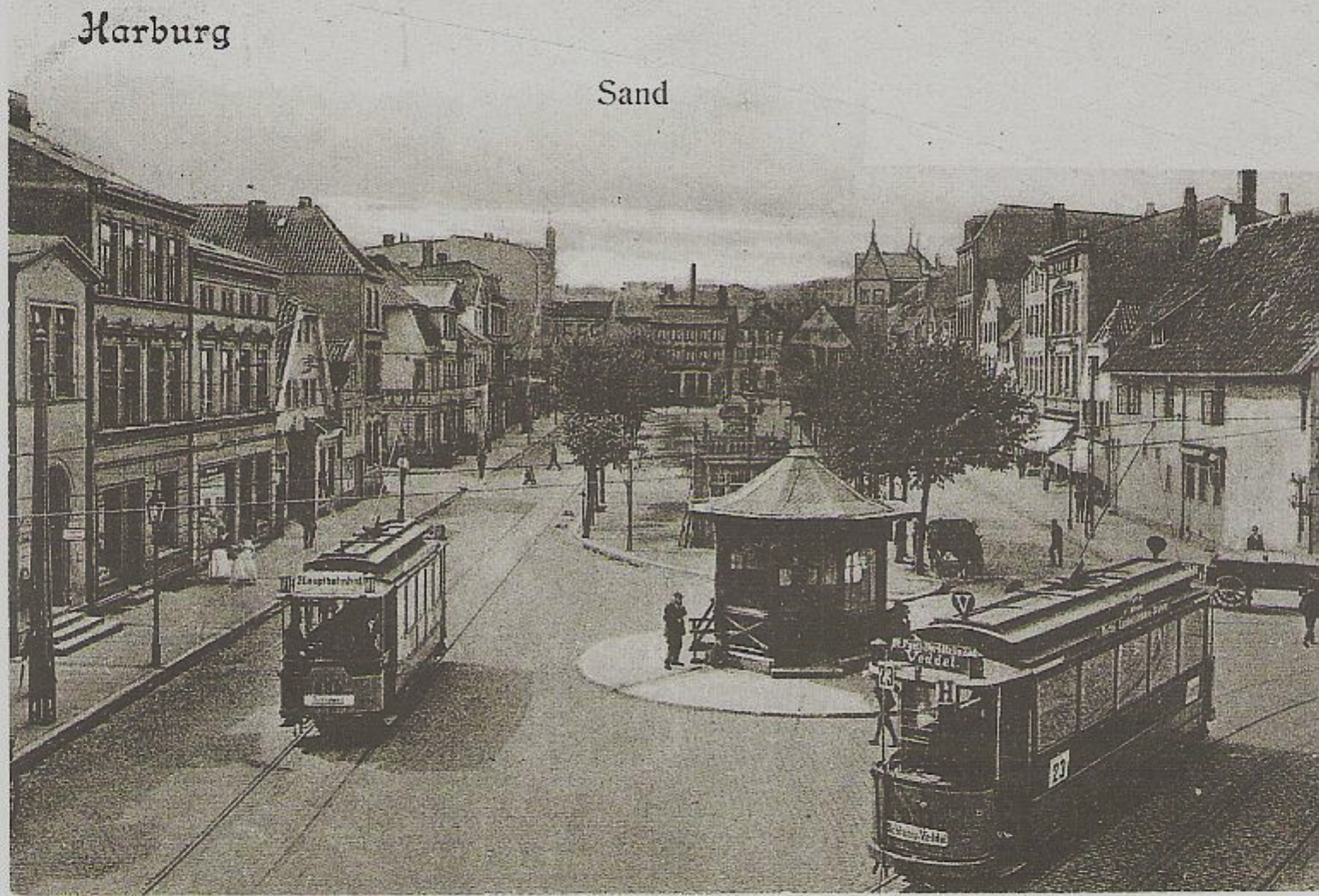
1900年代の路面電車（1902年撮影）
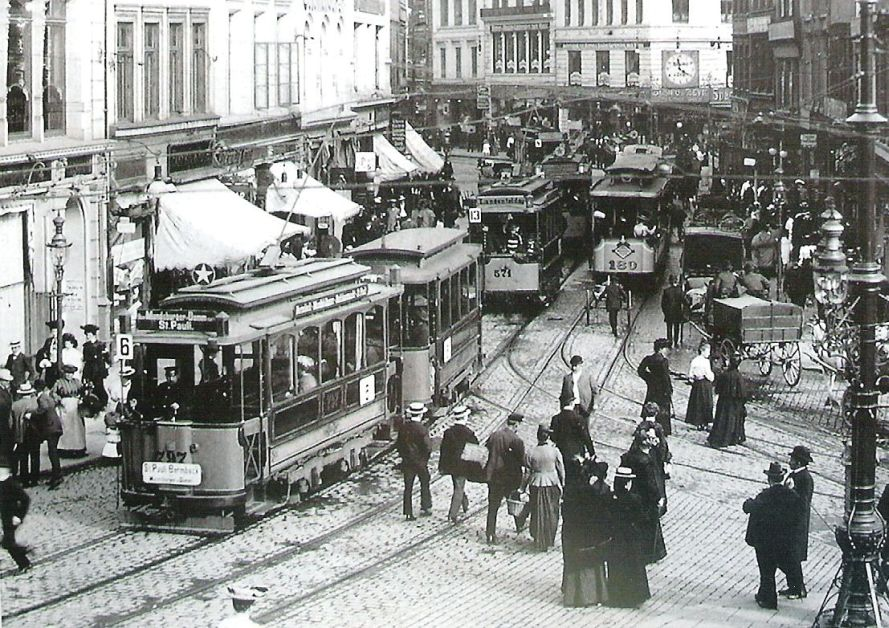
1900年代の路面電車（1903年撮影）

また、この時期には新たな事業者の参入もあり、1899年にハンブルク-ブランケネーゼ電気鉄道（Elektrische Bahn Hamburg–Blankenese）の路線がアルトナとブランケネーゼ間に開通し、翌1890年に社名をアルトナ-ブランケネーゼ電気鉄道（Elektrische Bahn Altona–Blankenese、EBAB）に変更した。また1904年にはハンブルク郊外にアルト・ラールシュテット-フォックスドルフ-ウォルドルフ電気軽便鉄道の路線が開通した。更に1914年には当時ハンブルクに属していた都市・クックスハーフェンの市営鉄道が開通し、ベンジンを燃料にした内燃機関車が用いられたが、こちらは第一次世界大戦の勃発に伴い僅か1ヶ月で廃止された。一方でハールブルク方面への更なる路線網の拡大を検討していたハンブルク＝アルトナ軌道会社は1899年に街道鉄道会社に吸収され、同社によって1900年から1902年にかけて路線の開通が実施されている。
同じ時期、1911年にはハンブルク地下鉄の基となった高架鉄道の運営を手掛けるため、ハンブルク市所有のハンブルク高架鉄道（Hamburger Hochbahn AG、HHA）が設立され、1912年に最初の路線が開通して以降順次路線が拡大した。これに伴い、競合する路面電車路線の利用客が減少する事態も生じた。

### ハンブルク高架鉄道への統合
第一次世界大戦中、ハンブルクの路面電車利用客が急増し、1918年には年間利用客が2億人を突破した。だが、各路面電車事業者は運転士や車掌、保線作業員といった人員や資材の不足に見舞われ、女性車掌の採用が行われた他、路線網の拡大は中断を余儀なくされた。そして終戦後の1919年2月には従業員による長期ストライキが勃発し、より人道的な労働条件が確立された。
一方、終戦後のハンブルク市は、多様な事業者によって運営されていた路面電車を、市営企業であるハンブルク高架鉄道による運営へ統合する計画を進めた。交渉が順調に行われた街道鉄道会社は1919年に吸収合併された一方、高架鉄道との競合により利用客が減少していたアルトナ-ブランケネーゼ電気鉄道（EBAB）は1920年に運行を一時停止し、1921年に破産した。その後、この路線はハンブルク高架鉄道によって継承され、1924年以降一部の区間が運行を再開した。そして、交渉が難航していたハンブルク＝アルトナ中央鉄道もハンブルク市と結んだ契約の期限となった1922年に吸収され、アルト・ラールシュテット-フォックスドルフ-ウォルドルフ電気軽便鉄道が1924年に吸収された事で、ハンブルク市内の路面電車路線はハンブルク高架鉄道による運営に統一された。
その後、ハンブルク高架鉄道は運行区間が重複する系統の廃止などの整理を進めた一方、ハイパーインフレーションを経てドイツの経済が回復し始めたのを受けて再度路線網の拡張を開始し、1929年には営業用路線の総延長は最大規模となる413.6 kmに達した。車両についてもボギー車の増備が進められ、ハンブルクの人口増加による需要の高まりに応じた。これらの車両の塗装は、ハンブルク高架鉄道による統一当初クリーム色1色塗りが標準であったが、1930年代後半以降、ボギー車に上半分クリーム色、下半分赤色というハンブルクを象徴する色を用いた塗装が採用された。第二次世界大戦後は2軸車も同様の塗り分けに変更され、その後のハンブルクの路面電車の標準塗装となった。
一方、1920年からは路面電車車両に郵便ポストを設置する形で郵便輸送が開始された。当初は速達や電報、緊急性の高い郵便に限られていたが、1925年からは特別料金を支払う形で通常の手紙の配送も可能となった。

### 第二次世界大戦を経て
1939年の第二次世界大戦勃発後、路面電車は再度人員や資材、電力不足に陥り、更に相次ぐ空襲により運行が困難になった。1943年7月の空襲の被害は甚大で、一部区間を除いて路面電車は走行不能となり、多くの車両が破壊された。本格的な復興は終戦直後から1947年にかけて行われた一方、再開することなく廃止された区間も存在した。郵便輸送についても戦争の影響で一時的に休止し、再開されたのは戦後の1949年となった。また、戦後初期は瓦礫の処理を目的とした貨物列車も運行され、専用の機関車（蓄電池機関車）の導入も行われた。
この戦争を経て破壊された市内中心部からハンブルク郊外へ住民が多数移動した事を受け、1948年以降これらの地域へ向かう路面電車網の建設・開通が行われた。そして1955年10月29日にルルプ（Lurup）方面へ向かう路線が開通し、同年時点でハンブルクの路面電車の総延長は187 kmに達した。だが、一方でハールブルク（Harburg）方面へ向かう路線が1954年に廃止され路線バスに置き換えられた他、モータリーゼーションの進行によって道路事情が悪化した影響から郵便輸送も1958年に終了した。
車両については大型ボギー車の増備が続いた他、更なる近代化を目的に最新技術を用いた路面電車車両・PCCカーや全長が長い連節車の導入も行われたが、両形式とも短期間での運用に終わった。

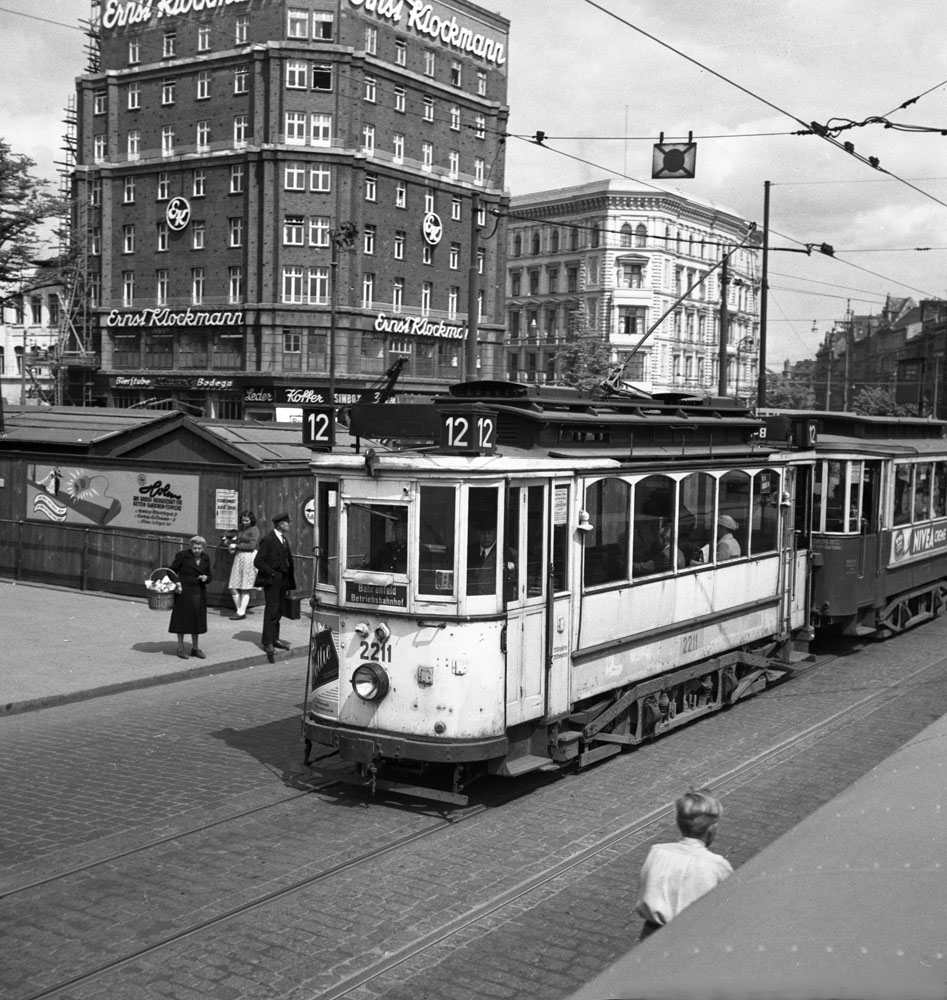
1950年代のハンブルク市電の2軸車（1950年撮影）

### 廃止までの経緯
1958年、市議会は地下鉄や路線バス、都市鉄道（Sバーン）の拡充を進める一方、路面電車については段階的に廃止する方針を決定した。それを受け、1960年10月以降、ハンブルクでは路線バスや地下鉄への置き換えられる形で路面電車の閉鎖が相次ぎ、1969年時点で11系統を残すのみとなっていた。市民を中心とした反対運動も起きたが、廃止の流れを止めることはできず、最後の新規路線となったルルプ方面の路線も1973年に廃止された。そして、最後に残された2号線のラートハウスマルクト（Rathausmarkt） - シュネルゼン（Schnelsen）間が1978年9月30日に運行を終了したのをもって、ハンブルクの路面電車は全廃となった。
その後、1980年代以降再度ハンブルクに路面電車（ライトレール）を導入する案が何度か提案され、特に1998年に緑の党によって提案された建設案は2001年に具体的な計画が進行し始めたが、同年9月の選挙の影響で長期に渡り保留となった。その後、2008年に再度緑の党がハンブルク市議会の上院に加入した事で議論が行われたが、最終的に2011年に実施された選挙でライトレール導入に反対するドイツ社会民主党（SPD）が多数派を獲得した結果、計画は凍結された。以降、ハンブルクでは路線バスや地下鉄網を整備する方針が続いている。

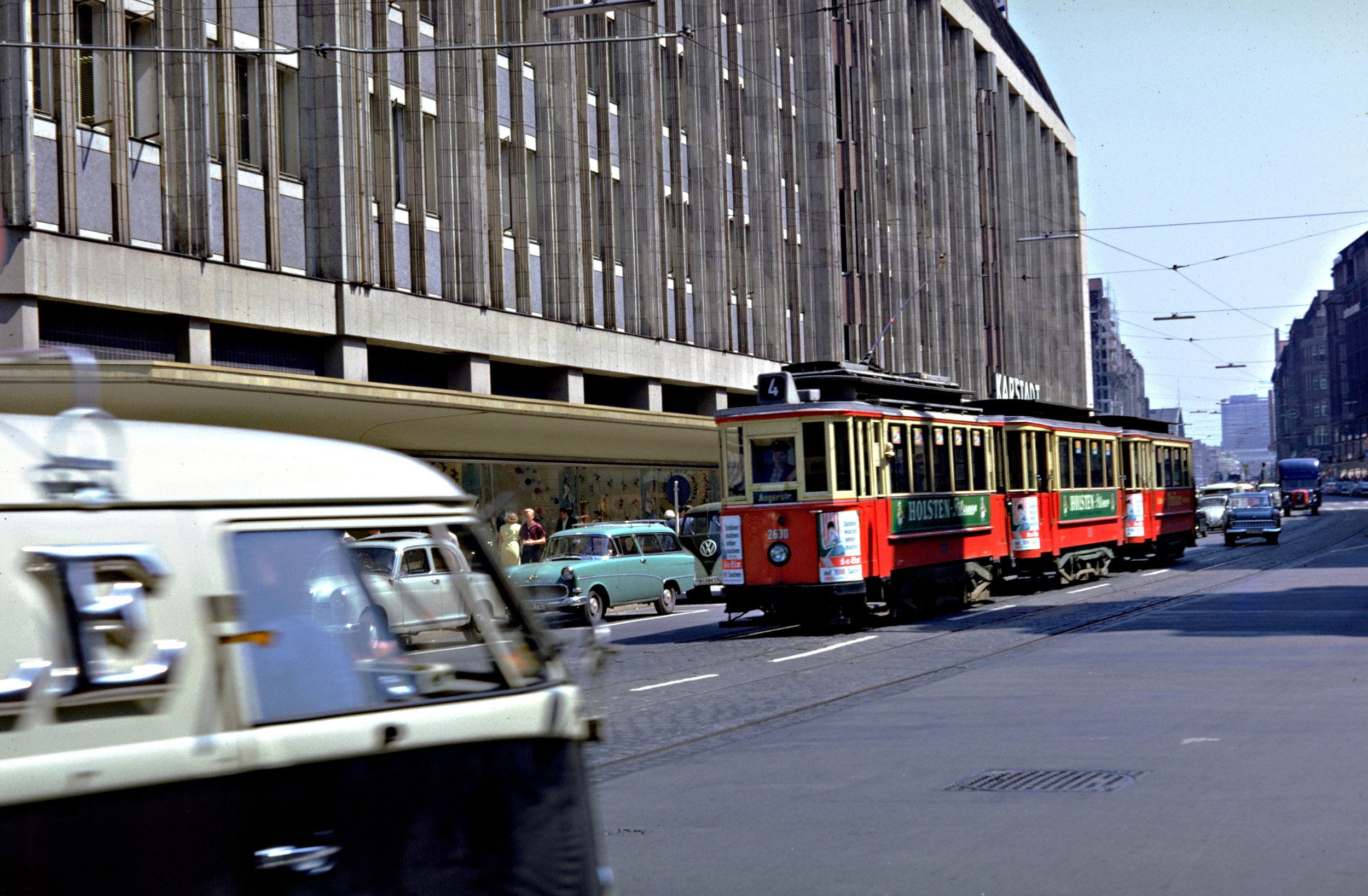
2軸車は1965年まで定期運転に使用されていた（1960年代撮影）
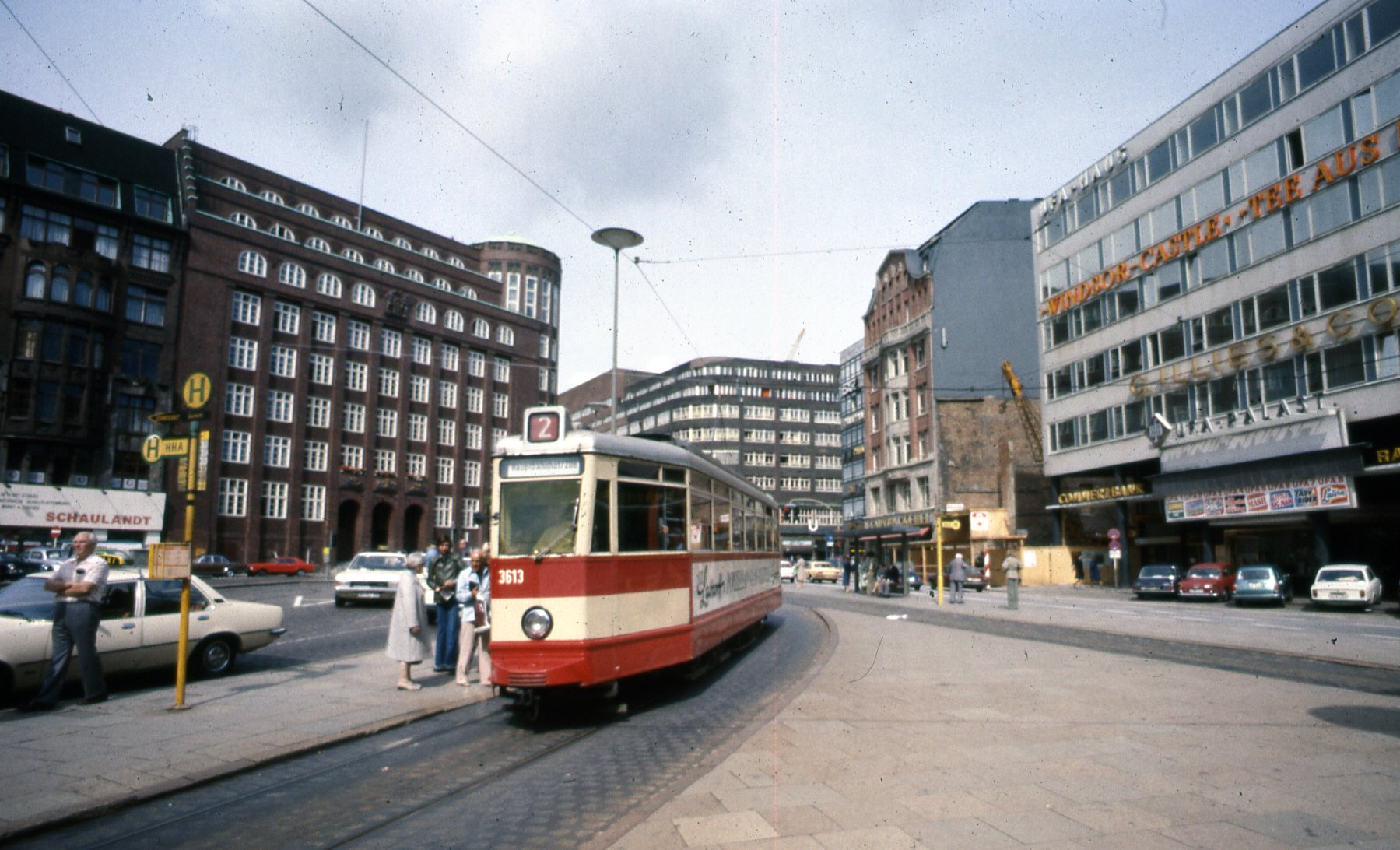
1960年代にワンマン運転への対応工事が実施された車両には専用塗装が施された（1970年代撮影）
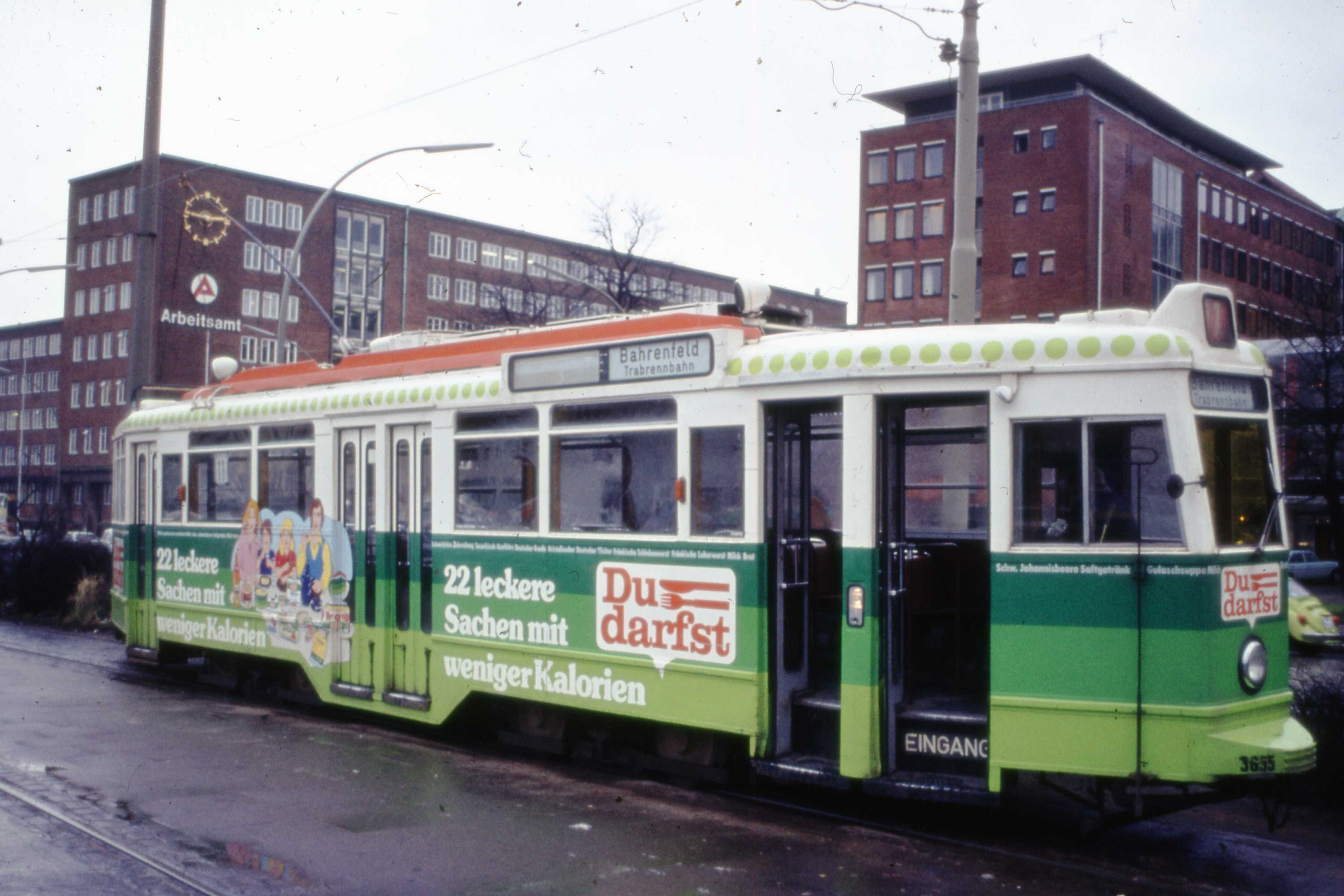
1970年代以降は全面広告塗装の車両も見られた（1970年代撮影）
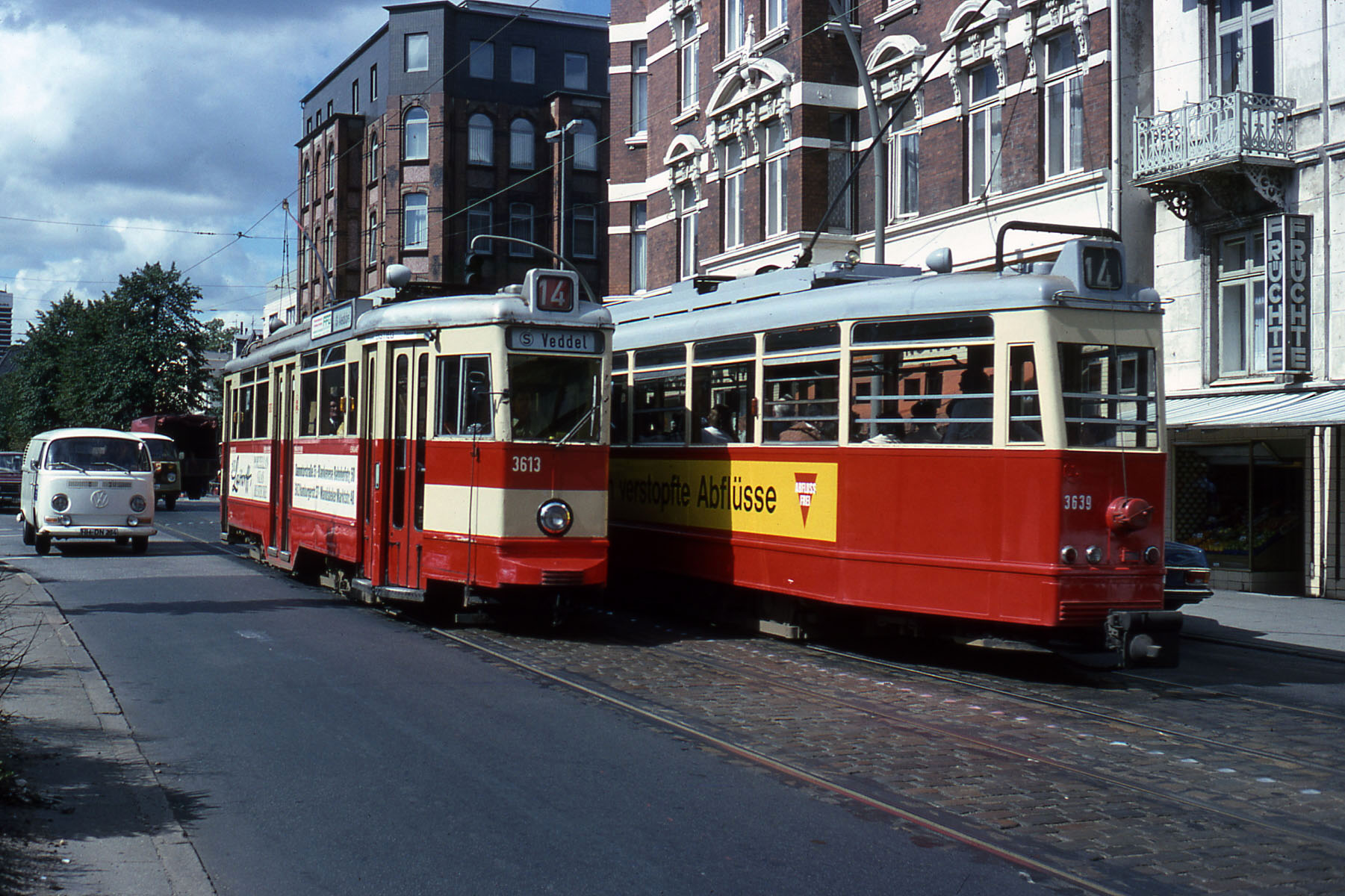
V6形電車は1978年の廃止時まで使用された（1976年撮影）
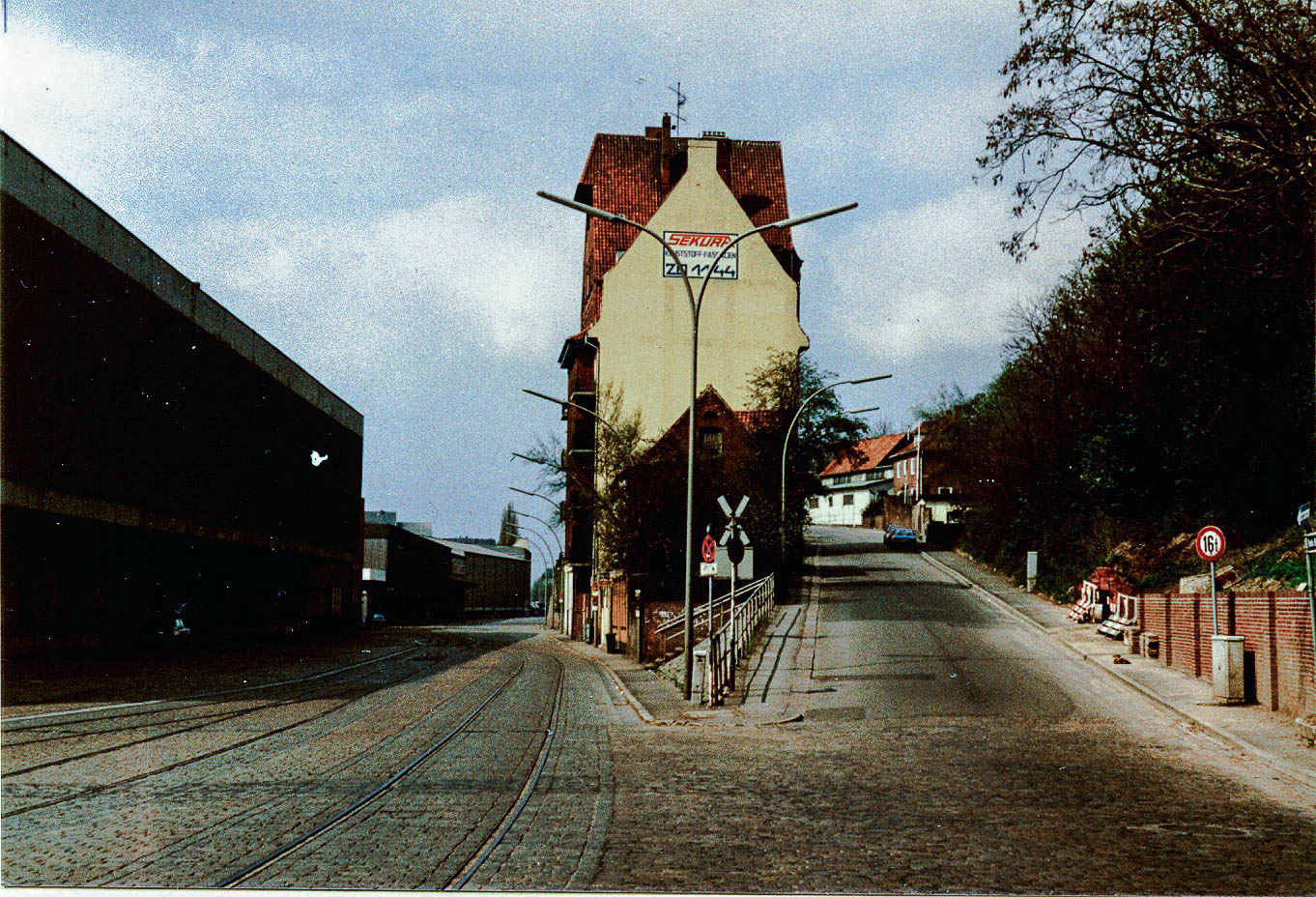
ハンブルクに残されていた廃線跡（1982年撮影）

### 路線網の推移

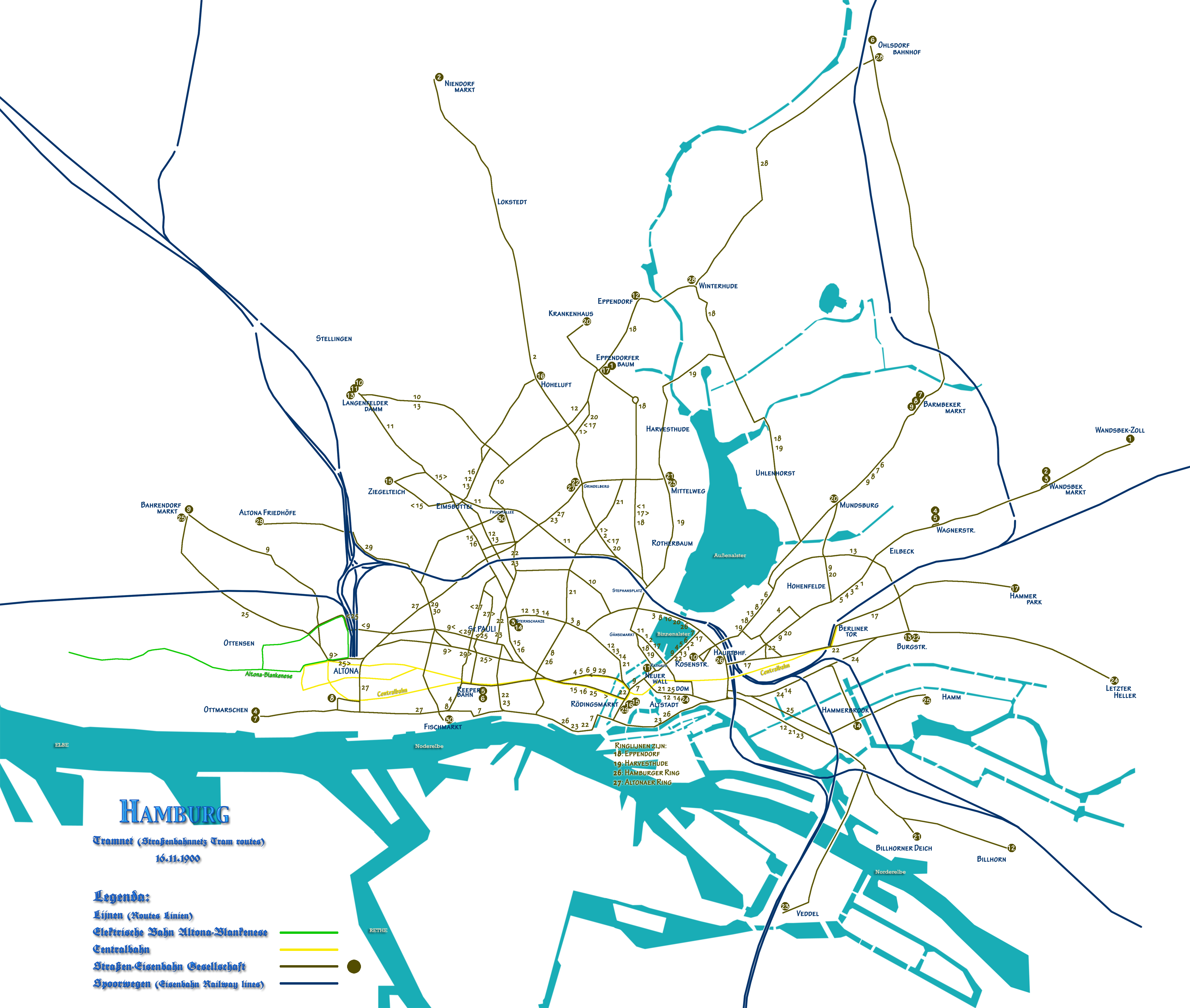
1900年（黄線）
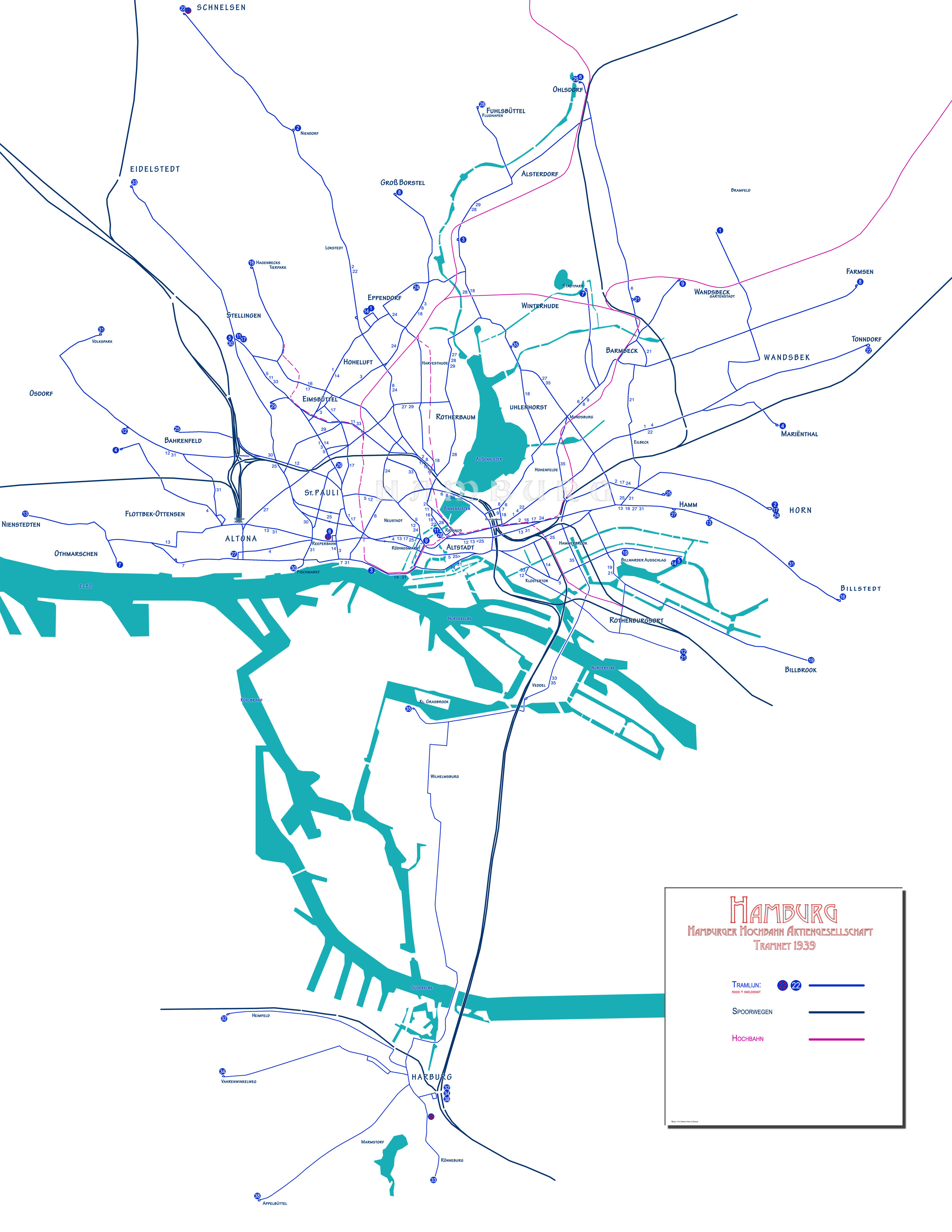
1939年（青線）
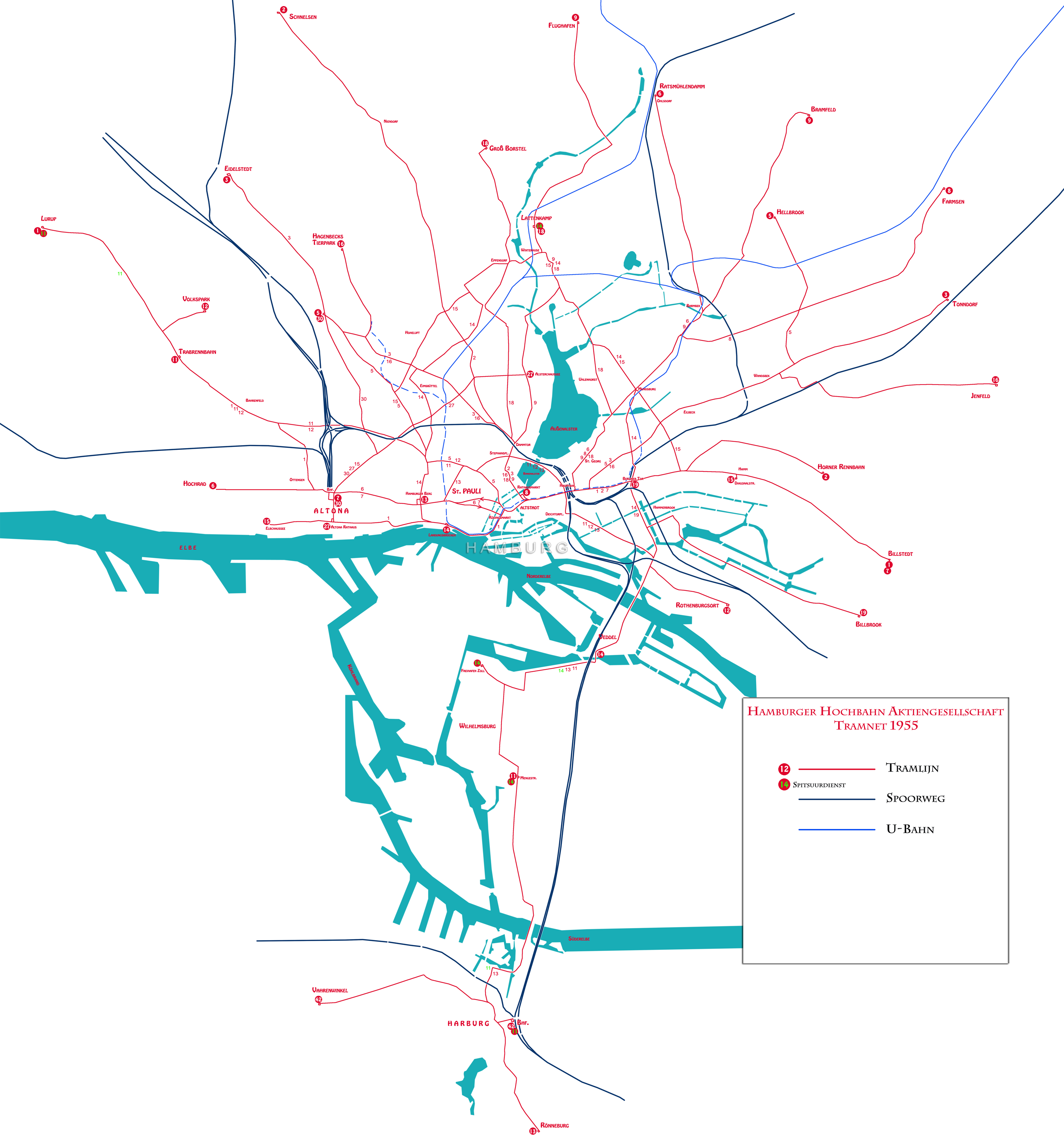
1955年（赤線）
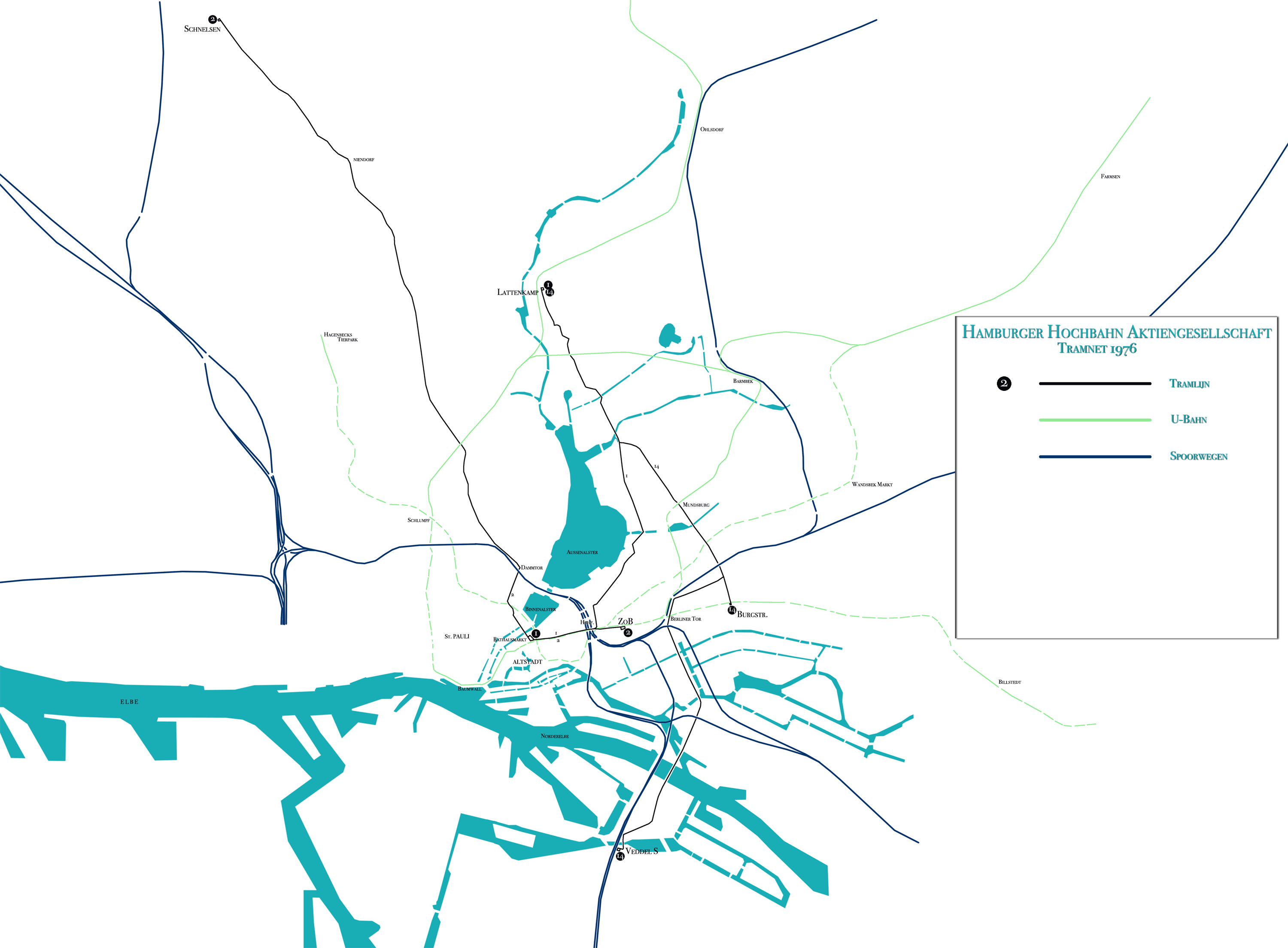
1976年（黒線）

## 車両
大規模な路線網を有していたハンブルクの路面電車には多数の営業用車両が在籍しており、第一次世界大戦後の1923年の時点で電動車が837両、付随車が645両も在籍していた。その後も車両の増備が続き、第二次世界大戦時には多数の車両が戦災で廃車されたものの、戦後の1955年時点でも電動車が469両、付随車が638両在籍していた。以降も連節車を始めとした車両が導入されたが、廃止の方針が打ち出された前年の1957年をもって車両の導入は終了した。
1978年の廃止後も多くの車両が博物館や各地の施設で保存されており、デンマークやアメリカ合衆国といった海外の路面電車や博物館で現存する車両も複数存在する。
歴代の営業用車両のうち、第二次世界大戦後も在籍していた形式は以下の通り。1930年代以降、2軸車には「Z」、ボギー車には「V」のアルファベットが形式名に用いられていた。

### 動力車
- Z1形 - 街道鉄道会社（SEG）が1894年に自社の路線を電化した際に導入した2軸車。同社がファルケンリート（Falkenried）に有していた自社工場で638両もの大量生産が実施された。第一次世界大戦後に固定軸距を広げた台車への交換やオープンデッキの車体の密閉化、出力を増強した主電動機の導入といった更新工事が行われ、第二次世界大戦後にも片運転台化や制御装置の交換といった改造が実施された。1961年まで営業運転に使用され、2024年現在1両が保存されている[23]。
- Z2形 - 元は街道鉄道会社が計画を進め、吸収後のハンブルク高架鉄道（HHA）が導入を実施した2軸車。Z1形と比べて車幅が2,200 mmに拡大した他、側窓が大型化し、台車や主電動機の改良も実施された。初期車両は製造当初乗降扉が存在していなかったが、1925年に設置された。1次車は1921年から製造されたものの、第一次世界大戦後の景気悪化により2次車の増備が行われたのは1926年となった。以降は塗装変更や窓枠の木製からゴム製の交換といった改造が実施され、1965年まで営業運転に使用された。以降はドイツとアメリカの博物館に合計2両が現存する[24][25]。
- V2形 - 1928年に新造された車両（V2T形）と、1936年から1938年にかけて付随車（V2B形）から改造された車両（V2U形）が存在したボギー車。1950年代以降は各種の更新工事が実施されたが、1967年までに営業運転から退いた[26][27]。
- V3形 - 1937年から1940年にかけて5両が導入された、全長12,720 mmの小型ボギー車。戦災で廃車された車両を除いた2両が1967年まで使用された[28]。
- V5形 - 1943年に21両が導入された小型ボギー車。戦災で10両が廃車され、残された11両が1968年まで使用された[29]。
- V6形 - 第二次世界大戦後の利用客増加に対応するために開発された大型ボギー車。海外の路面電車を参考に設計が行われ、1949年から1953年にかけて導入された。1960年代にはワンマン運転への対応工事が実施され、1978年の路面電車全廃まで使用された[30]。
- V7形 - V6形から扉の形状変更を始めとした改良が実施された形式。ハンブルクにおける最後の新造路面電車車両として1953年から1957年にかけて導入が実施され、1960年代にはワンマン運転への対応工事が施工され、廃止直前の1977年まで使用された[31]。
- PCCカー - アメリカ合衆国で開発された新機軸の路面電車車両・PCCカーの技術を用い、1951年に試験的に1両が導入された車両。他のボギー車と比べて台車間距離が長く、走行可能な曲線を有する系統が限られていた事から早期に運用を離脱し、同型車両が使用されていたブリュッセル市電（ベルギー：ブリュッセル）へ1958年に譲渡された[32][33]。
- VG形 - 1954年から1956年にかけて導入された、2軸の前後車体が車輪が無い中間車体を挟み込む編成を組んだ3車体連接車。専用の付随車と組む事で従来の電動ボギー車と付随ボギー車による編成以上の定員数が確保されたが、軌道への負担過多などが要因となり1967年までに廃車された[15][16][34][35]。

- Z2形（2019年撮影）
- V3形（2017年撮影）
- V6形（2017年撮影）
- V7形（1964年撮影）
- PCCカー（2023年撮影）
- VG形（1964年撮影）

### 付随車
- Z1B形  - 1902年から1919年にかけて製造された2軸付随車。1950年代まで使用された。
- Z2B形 - 1924年から1927年にかけて製造された2軸付随車。1965年まで使用された[36]。
- V5B形 - 1941年に製造された、V5形と同型のボギー付随車。1969年まで営業運転に用いられた[37][38]。
- Z3B形 - 近代化工事を受けたZ2形との連結を目的に製造された2軸付随車。1950年から1961年まで使用された。
- V6B形 - V6形と共に導入が実施されたボギー付随車。1971年まで使用された[39]。
- V7B形 - V7形の導入に合わせて、V6B形から乗降扉の改良や車体の軽量化などの設計変更が施されたボギー付随車。ハンブルクの路面電車で最後の営業用付随車として1976年まで運用された[40]。
- Z4B形 -  VG形の導入に合わせて導入された2軸付随車。大半は編成を組んでいたVG形と共に早期に営業運転から撤退したが、一部はワンマン運転への対応工事を受けて使用が続いた[34]。

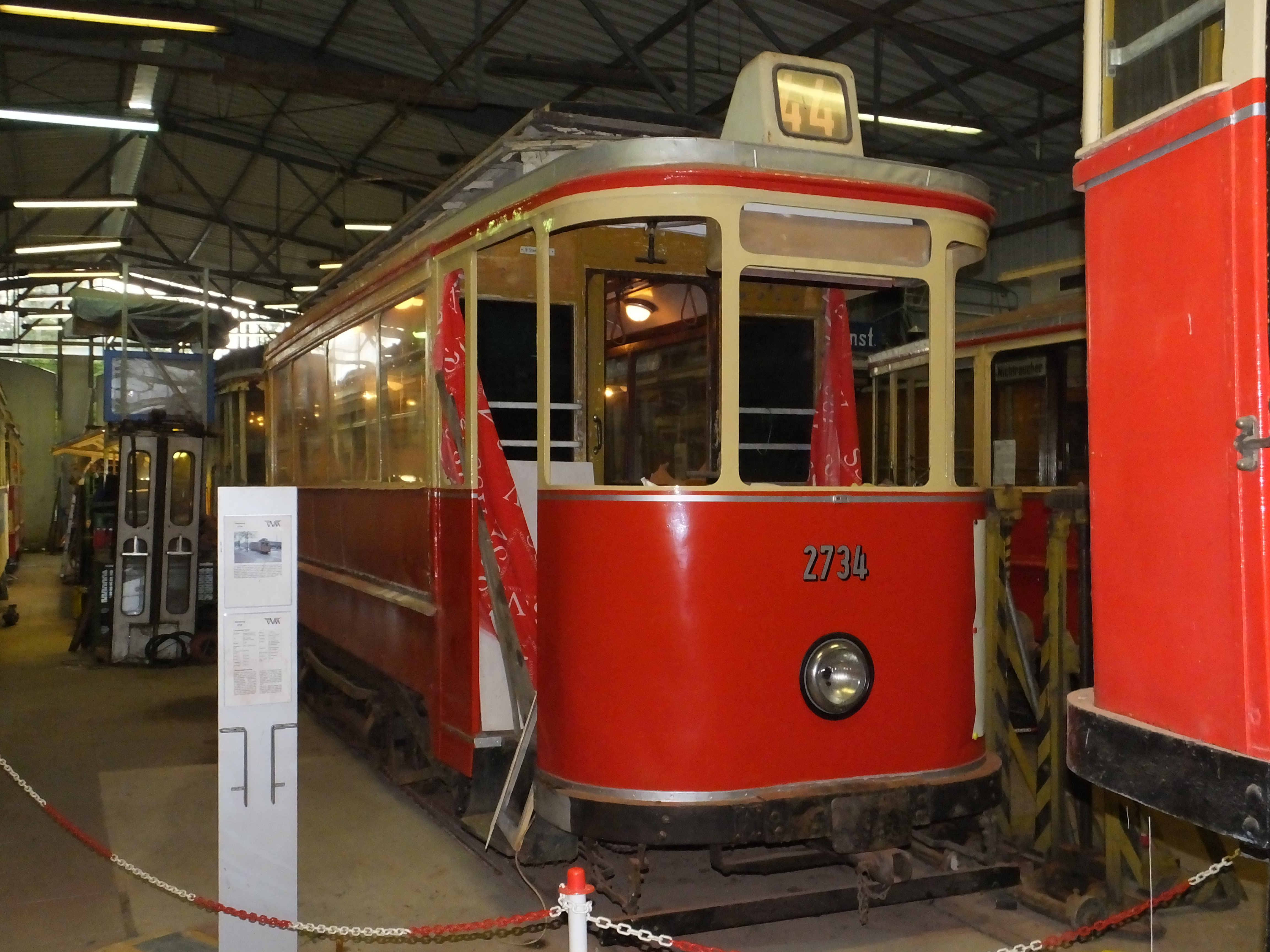
V7E形（2015年撮影）
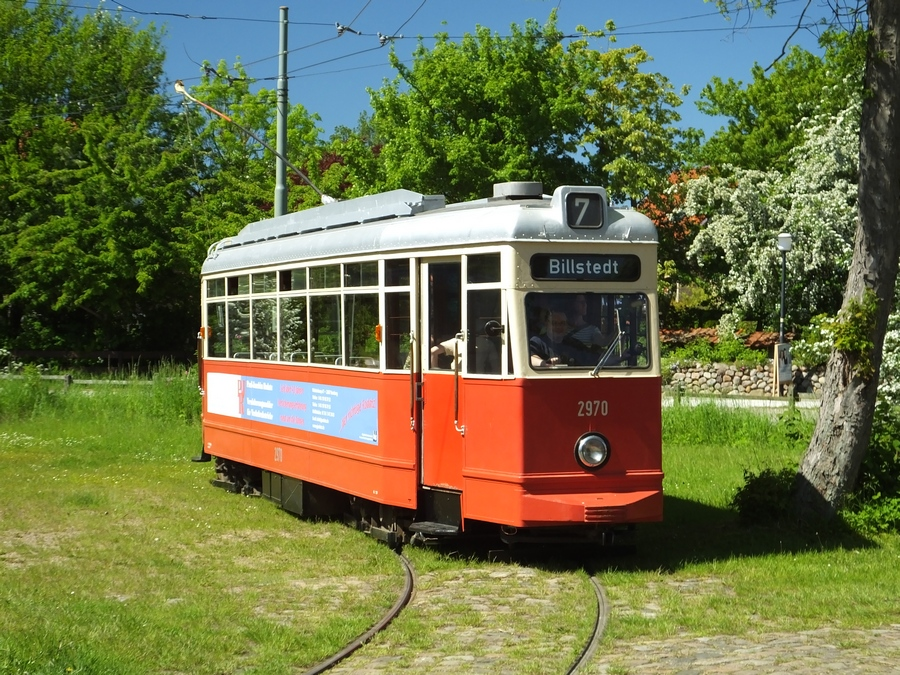
V3形（2017年撮影）
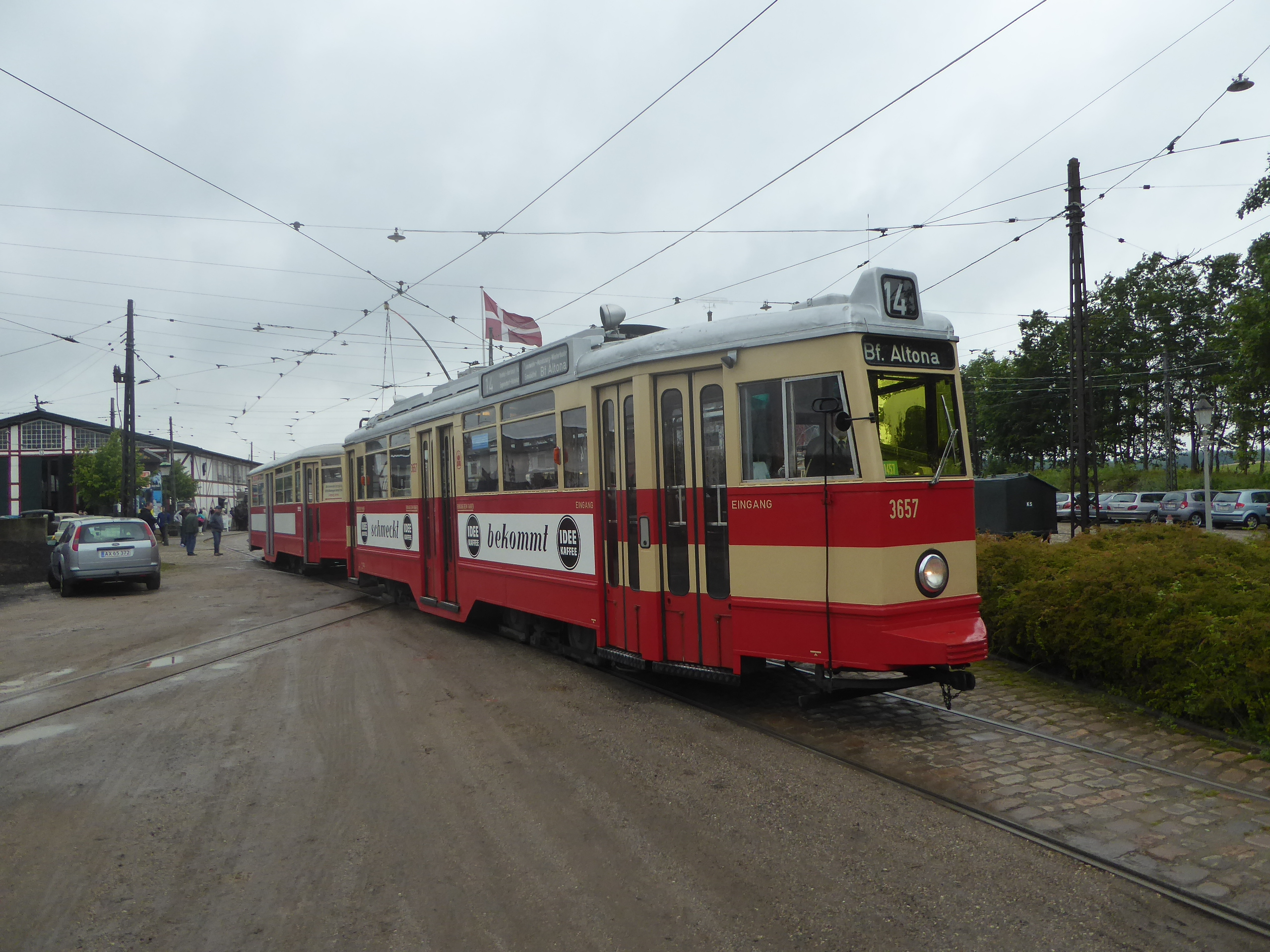
V6形（2017年撮影）
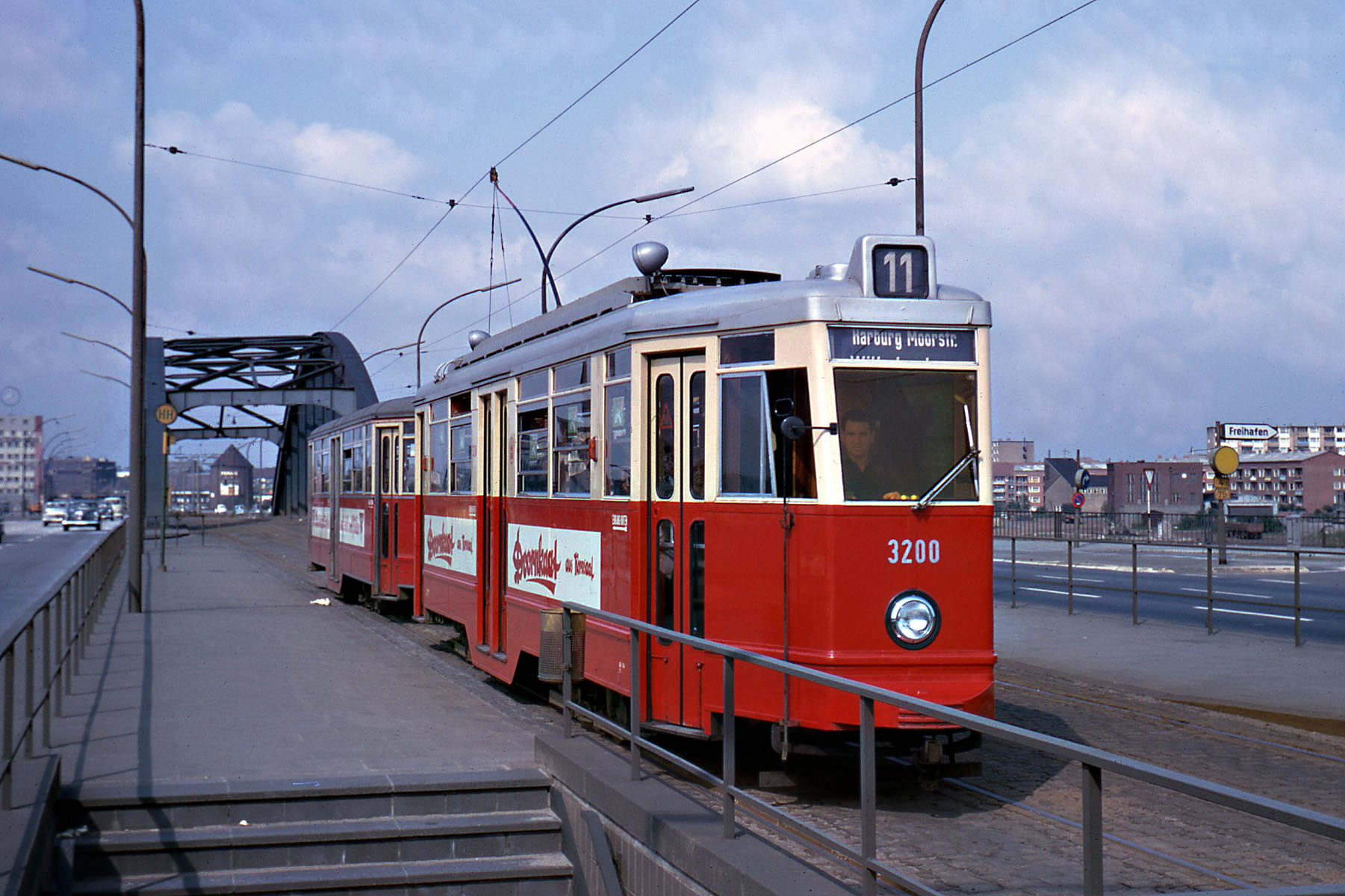
V7形（1964年撮影）
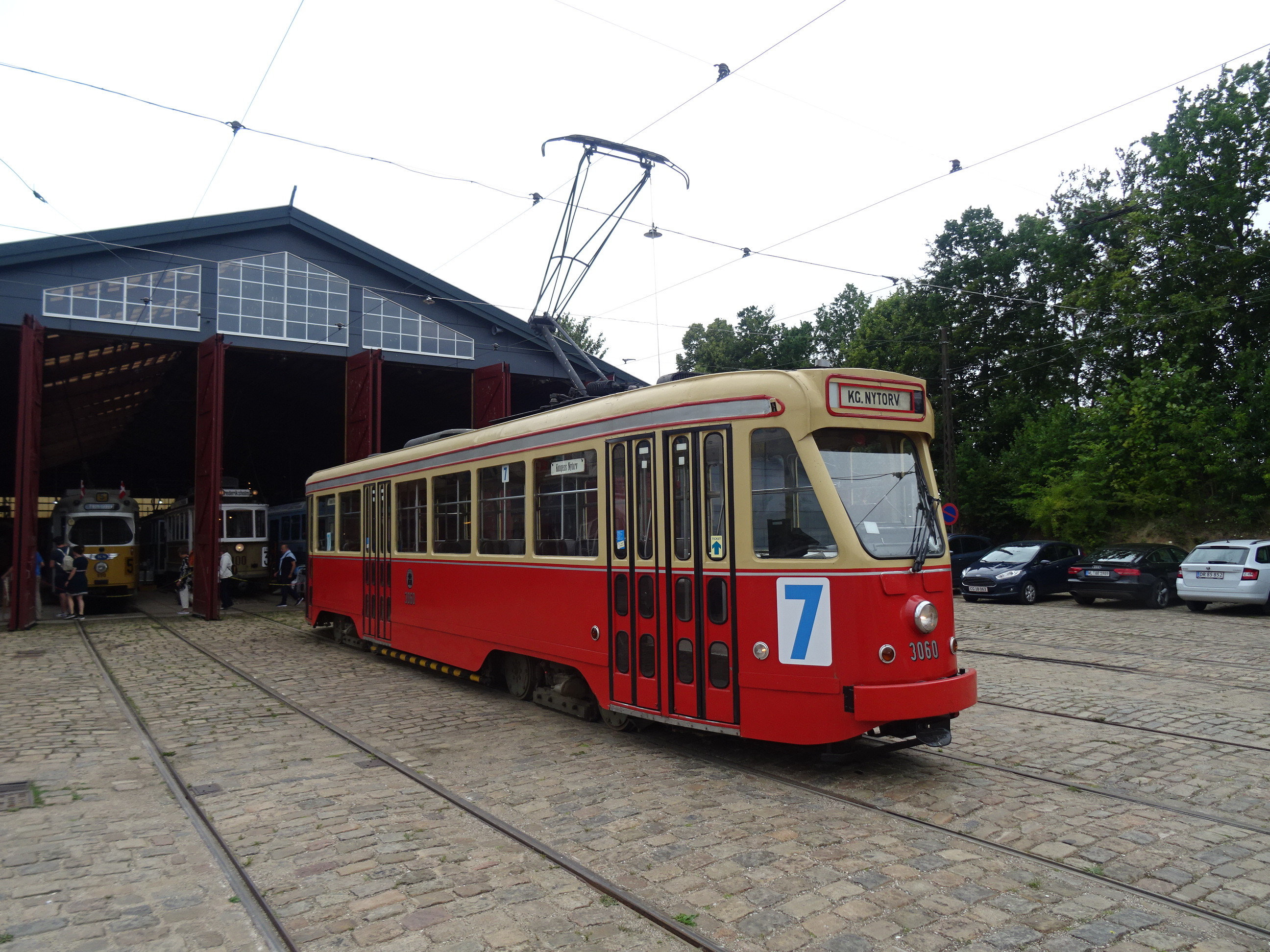
PCCカー（2023年撮影）
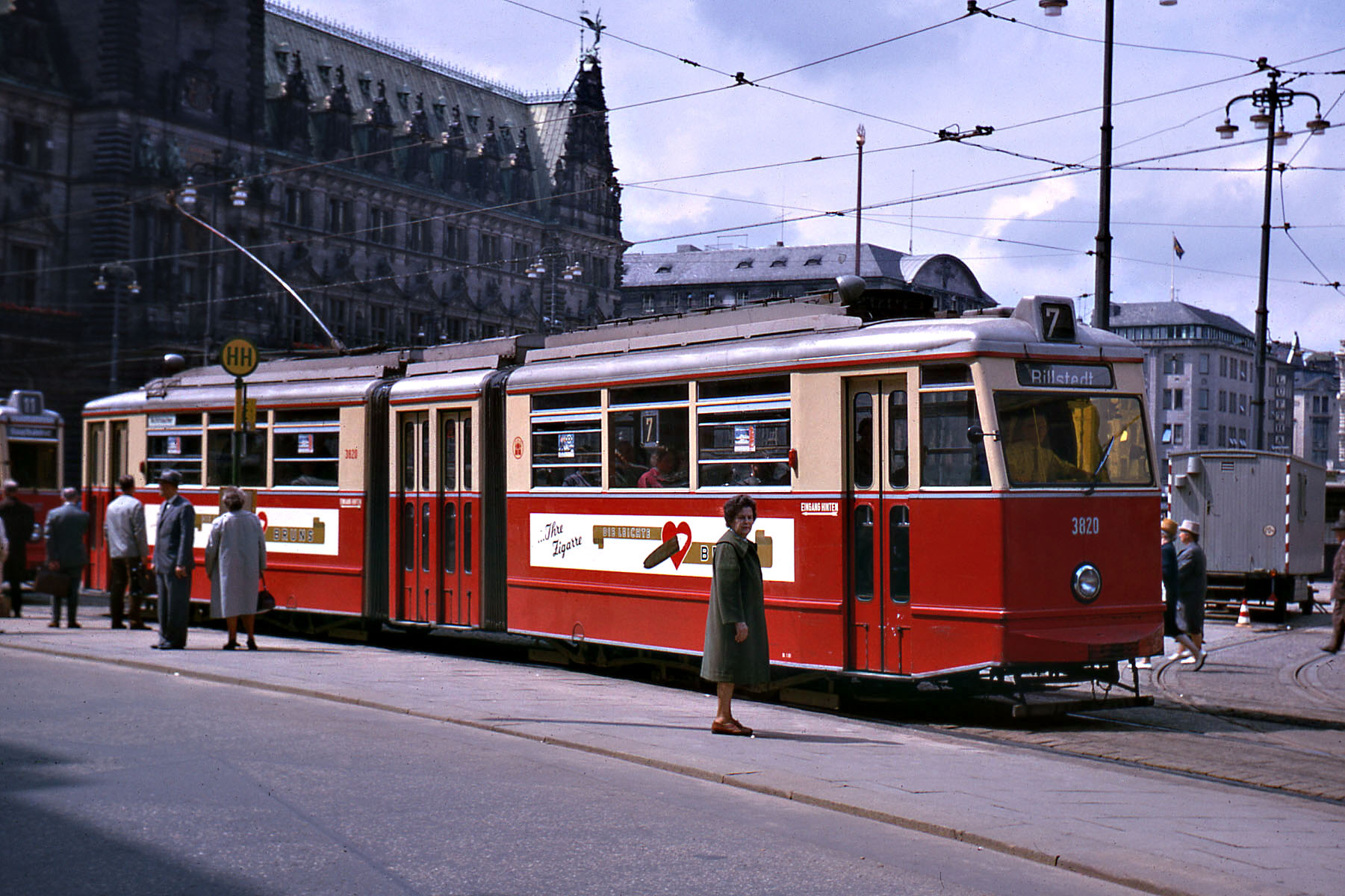
VG形（1964年撮影）

## 参考資料
- Jens Perbandt (2016-11). “Heute wäre sie 150 Jahre alt ...”. Strassenbahn Magazin (GeraMond Verlag GmbH):  60-73.

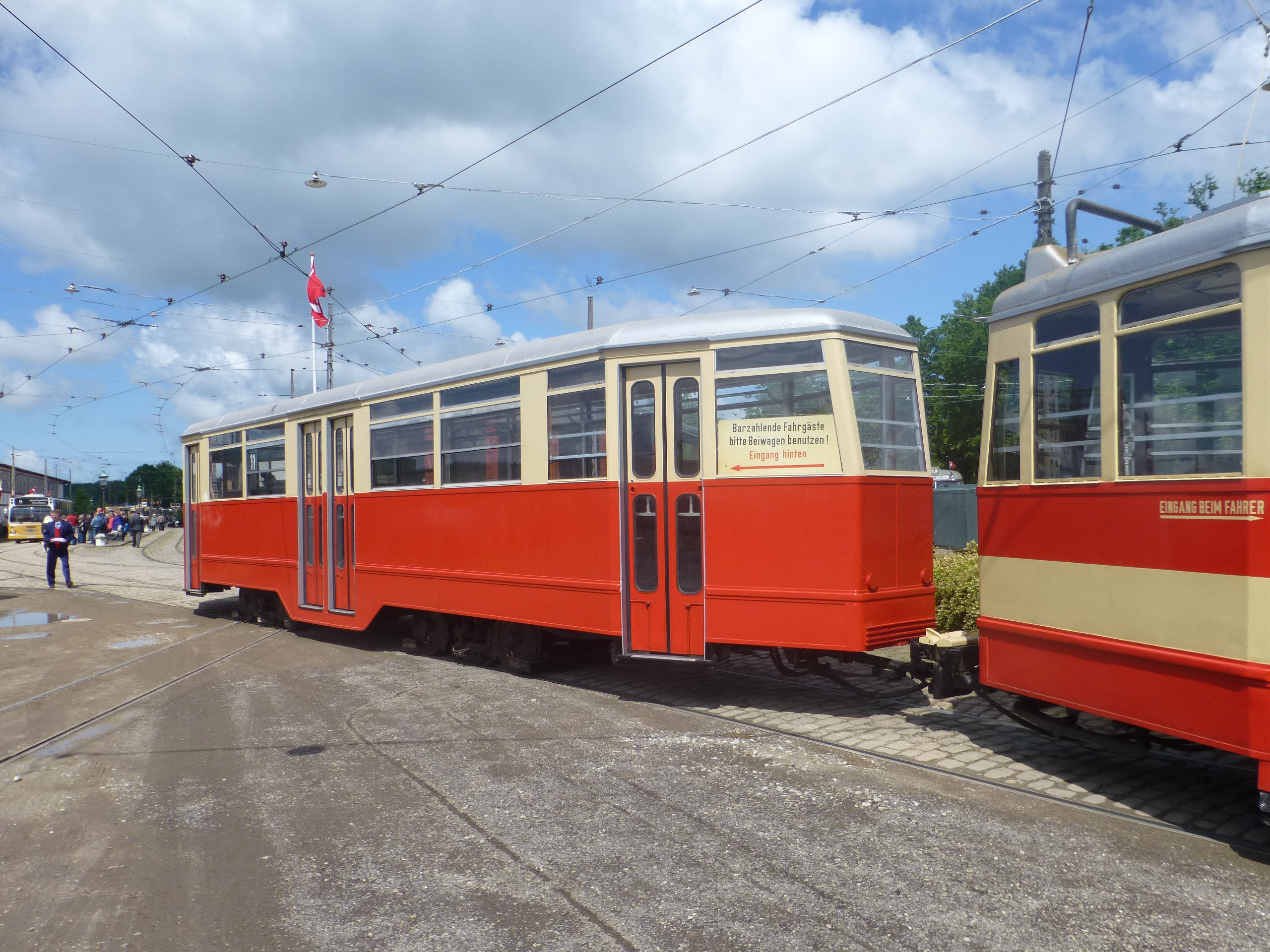
V7E形（2015年撮影）

- Jens Perbandt (2022-2). “All to nah in Altona”. Strassenbahn Magazin (GeraMond Verlag GmbH):  54-63.